# Yevgueni Polivánov
Yevgueni Dmítrievich Polivánov (en ruso: Евгений Дмитриевич Поливанов; 12 de marzo de 1891 – 25 de enero de 1938) fue un lingüista, orientalista y políglota soviético. Cofundador del OPOYAZ (Óbshchestvo izuchéniya POetícheskogo YAZyká— Sociedad para el estudio del lenguaje poético) junto con Víktor Shklovski y otros lingüistas.

## Obras
Escribió importantes obras sobre los idiomas japonés, chino, uzbeko, dungano y sobre la lingüística teórica. Participó en el desarrollo de sistemas de escritura para distintos pueblos de la Unión Soviética. También desarrolló un sistema de cirilización para el idioma japonés, llamado sistema Polivánov, que fue oficialmente aceptado por la Unión Soviética.
Fue arrestado el 16 de agosto de 1937, en el transcurso de la Gran Purga, bajo la acusación de espiar para Japón. No habiendo reconocido los cargos, fue ejecutado por el NKVD en el campo de fusilamiento de Communarka en las inmediaciones de Moscú el 25 de enero de 1938.
El 3 de abril de 1963, el Tribunal Supremo de la URSS retiró los cargos contra el lingüista procediendo a su completa rehabilitación.